# 多穗雀稗
多穗雀稗（学名：Paspalum paniculatum），又名开穗雀稗，为禾本科雀稗属下的一个种。

## 扩展阅读
- 維基物種上的相關：多穗雀稗